# Петинео
Петинѐо (на италиански: Pettineo; на сицилиански: Pittineo, Питинео) е село и община в Южна Италия, провинция Месина, автономен регион и остров Сицилия. Разположено е на 250 m надморска височина. Населението на общината е 1437 души (към 2011 г.).